# Pierre La Mure
Pierre La Mure (* 15. Juni 1899 in Nizza; † 28. Dezember 1976 in Beverly Hills) war ein französischer Schriftsteller.

## Leben
Pierre La Mure wurde am 15. Juni 1899 in Nizza geboren. Später studierte er Jura an der Universität in Aix-en-Provence und an der Sorbonne, wandte sich aber bald dem Journalismus zu.
Ab 1931 war er in den Vereinigten Staaten Auslandskorrespondent mehrerer französischer Zeitungen. Seine Berichte wurden in Europa ebenso gelesen wie in China oder Südamerika. Mit dem Ausbruch des Zweiten Weltkriegs konnte er seine französischsprachigen Leser nicht mehr erreichen und er entschloss sich fortan, in englischer Sprache zu schreiben.
La Mure schrieb eine Reihe weltbekannter biographischer Romane. Zunächst verfasste er 1937 das Buch König der Nacht, welches vom Leben des John D. Rockefeller handelt. Der Roman Moulin Rouge, der auf dem Leben von Henri de Toulouse-Lautrec basiert, war sein erster durchschlagender Erfolg. Der Roman wurde 1952 von John Huston verfilmt und der Film wurde später mit zwei Oscars ausgezeichnet. Seine weiteren Werke behandeln das Leben von Cécile und Felix Mendelssohn Bartholdy sowie von Claude Debussy.
Über das weitere Leben des Schriftstellers ist wenig bekannt. Er verstarb 1976 im Alter von 76 Jahren in Kalifornien.

## Werke (Auswahl)
- Jenseits des Glücks („Beyond Desire. A Novel Based on the Life of Felix and Cécile Mendelssohn“). Scherz Verlag, München 1978, ISBN 3-502-10401-8.
- König der Nacht („Le roi de la nuit“). Verlag Wegener, Hamburg 1954 (Roman über John D. Rockefeller).
- Mona Lisa. Ein Lächeln für die Medici („The private life of Mona Lisa“). Ullstein, Frankfurt/M. 1995, ISBN 3-548-23496-8 (Nachdr. d. Ausg. Köln 1976).
- Moulin Rouge. Das Leben des Henri Toulouse-Lautrec; Roman („Moulin Rouge“). Fischer Taschenbuchverlag, Frankfurt/M. 2003, ISBN 3-596-15912-1 (Nachdr. d. Ausg. Hamburg 1952).
- Sinfonie einer Leidenschaft. Der Lebensroman eines grossen Komponisten („Clair de lune. A novel about Claude Debussy“). Knaur, München 1984, ISBN 3-426-02320-2.

## Verfilmungen
- John Huston (Regie): Moulin Rouge. 1952.